# Richard Parkes Bonington
Richard Parkes Bonington (Arnold, Nottingham közelében, 1802. október 25. — London, 1828. szeptember 23.) angol festő és kőrajzoló, az angol és az európai tájfestészet egyik legjelentősebb művésze.

## Életpályája
Bonington családja 1817 körül Calais-ba, Franciaországba költözött, így rövid élete nagy részét Franciaországban töltötte. Már 15 évesen akvarellmásolatokat készített a Louvre-ban holland és flamand tájakról, ekkor figyelt fel rá Eugène Delacroix, s hamarosan jó barátok lettek. Később az École des Beaux-Arts-ban tanult, majd 1820 körül Antoine-Jean Gros klasszicista festő műtermében alkotott.
Bonington első fontos kiállítása a párizsi Salonban volt 1822-ben. Munkáival aranyérmet nyert, s most már sokat utazhatott, Normandiában tengerparti tájakat és kikötőket festett, beutazta Angliát és Skóciát is, alkalmanként csatlakozott hozzá Delacroix, kinek stúdiójában később dolgozott. Velencei látogatása mély benyomást tett rá, megcsodálta Paolo Veronese és Canaletto alkotásait. Lefestette a Szent Márk oszlopot, a Dózse palotát (1827), a Szent  Márk teret (1827). Nemcsak a természeti tájaknak, hanem a városrészek festésének is mestere lett. 1827-ben megörökítette a velencei Canal Grandé egy részletét a partja mentén található épületekkel együtt.
Bonington litográfusnak is jelentős volt. Első kőrajza 1824-ből származik, címe: Rue du Gros Horloge, Rouen (=A roueni főutca órája). Romantikus témájú történeti életképeket is festett, ezek stílusa Delacroix képeivel mutat rokonságot, legismertebbek: I. Ferenc és Navarrai Margit, III. Henrik és az angol nagykövet (1827-28).
Munkássága nagy részét akvarelljei alkotják, főleg tengeri és tengerparti tájakat festett, amelyek levegős, friss színezésükkel, őszinte természetszeretetükkel a tájképfestészet alakulására nagy hatást gyakoroltak. Bonington és John Constable művei a barbizoni festőkre (Corot, Théodore Rousseau, Jules Dupré) is hatottak.
A festőt Londonban érte a halál, tuberkulózisban következtében hunyt el. Legtöbb alkotását szülőföldje, jeles londoni múzeumok és a Louvre őrzi.

## Galéria

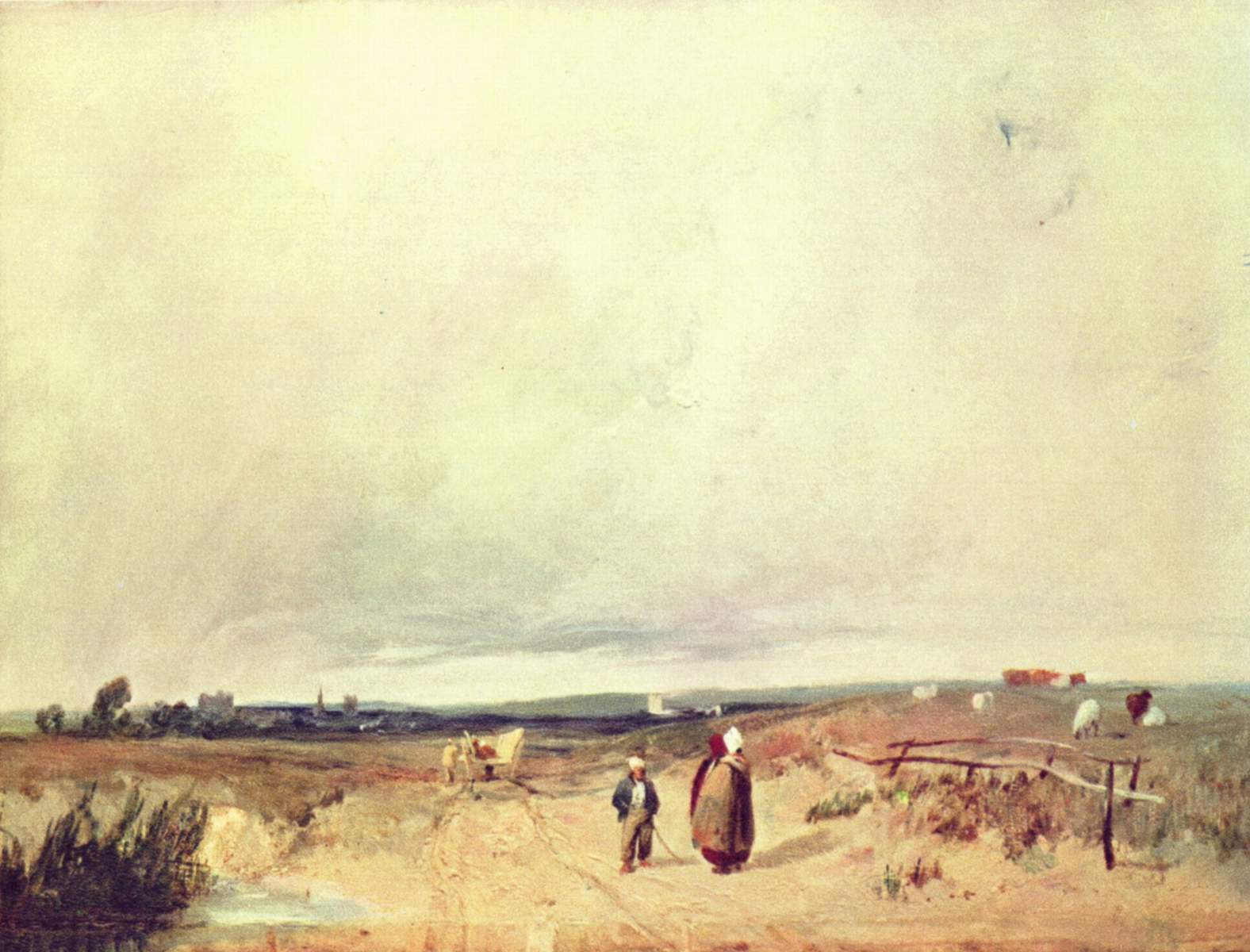
Normandiai táj (1823)
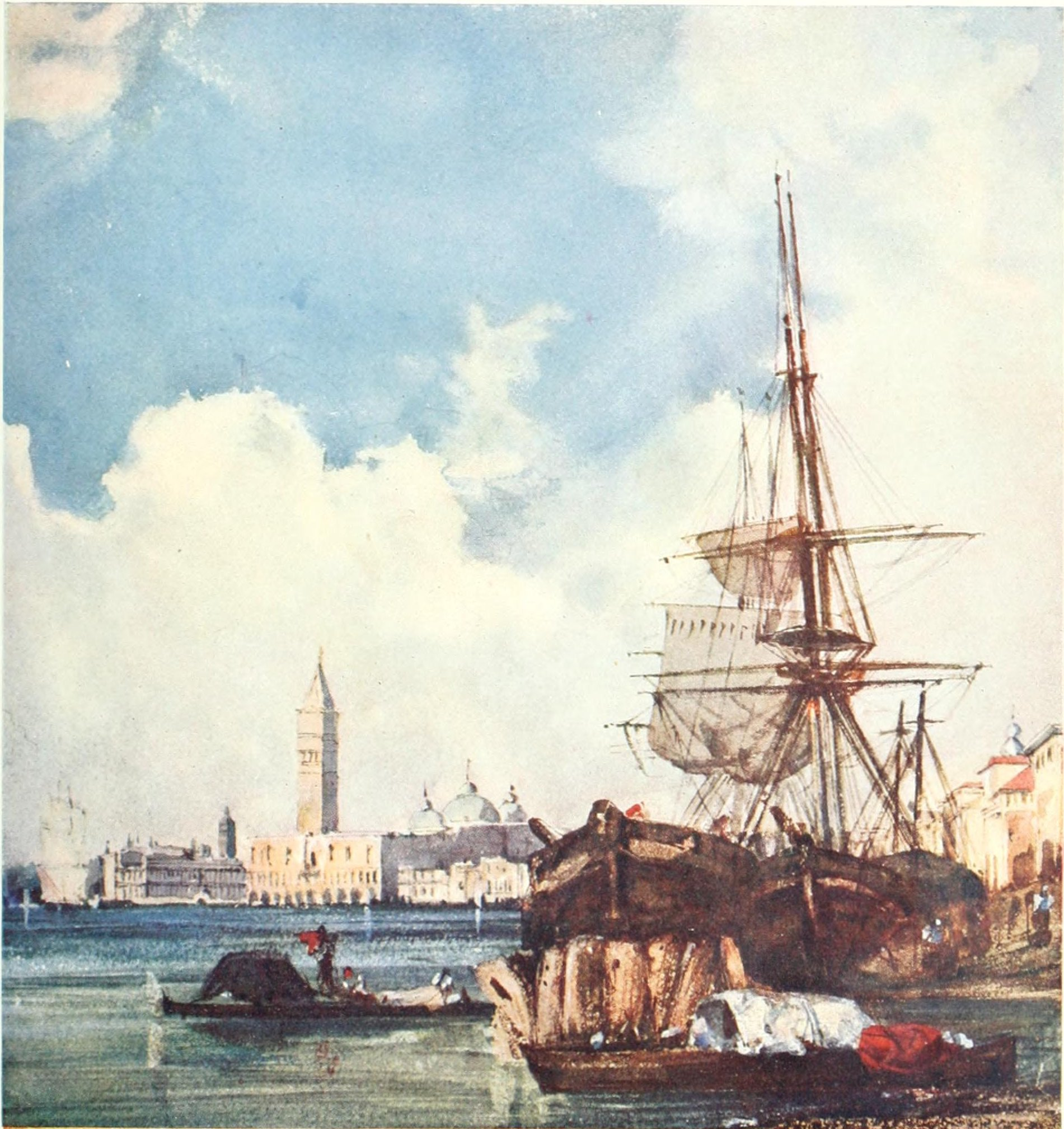
Velencei látkép (akvarell)
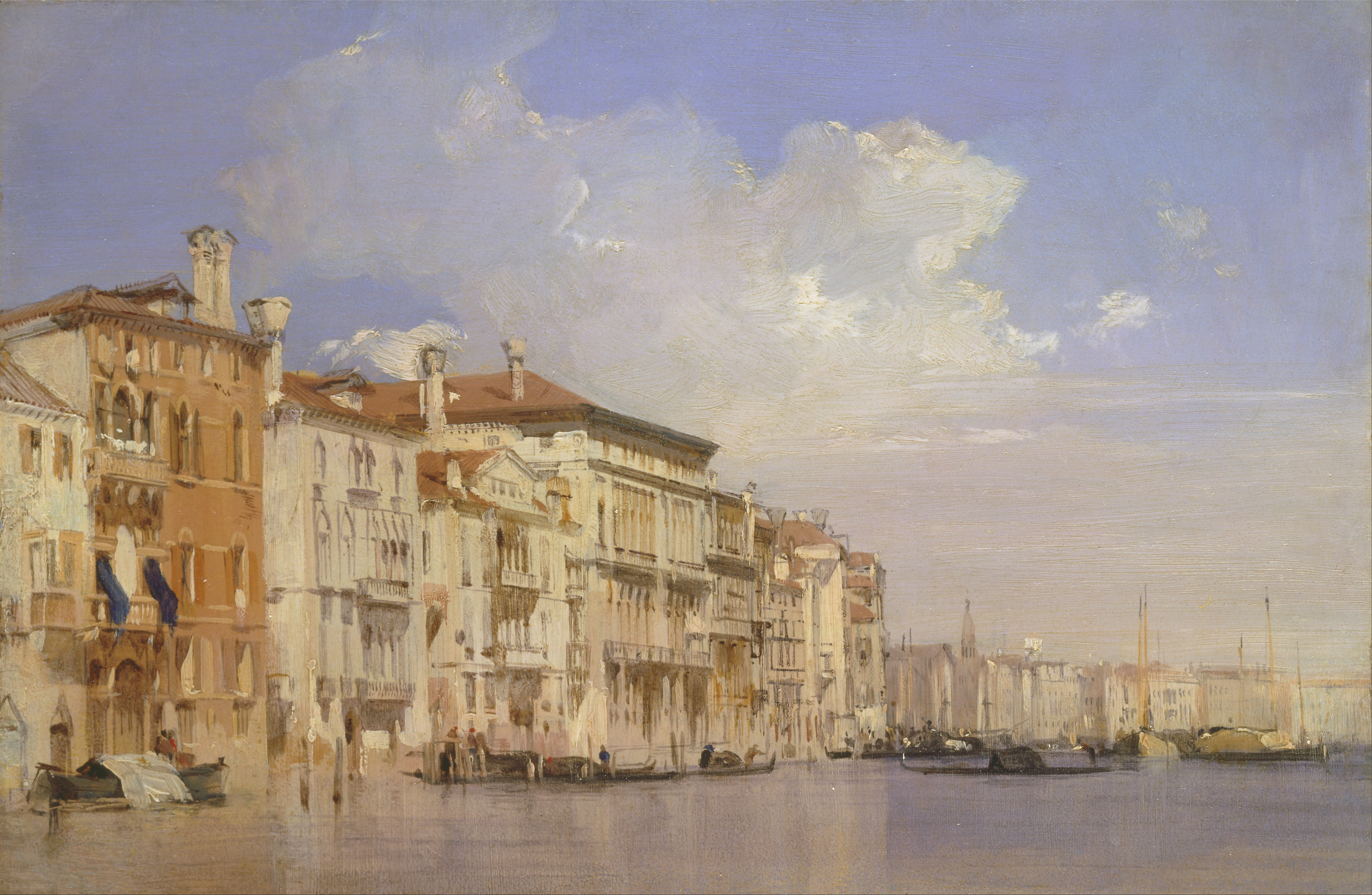
Canal Grande, Velence (1827)
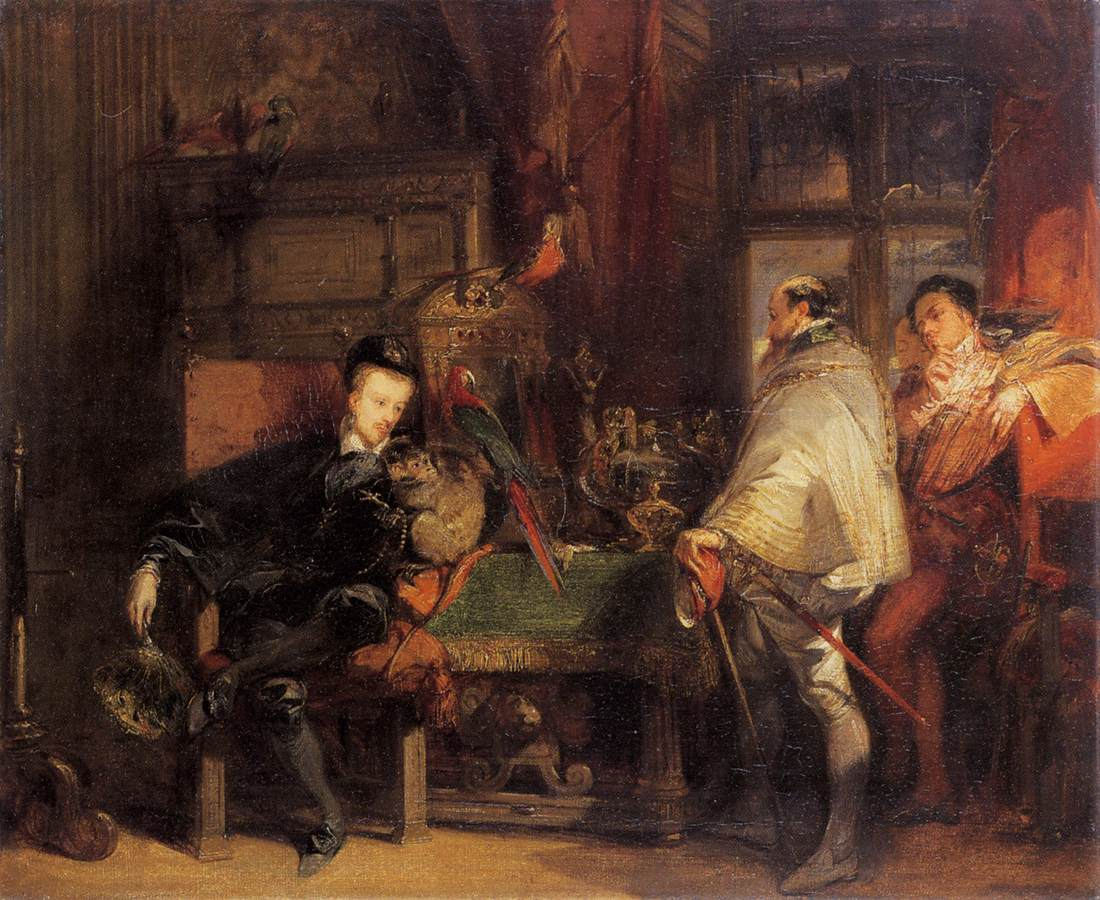
III. Henrik és az angol nagykövet (1927-28)
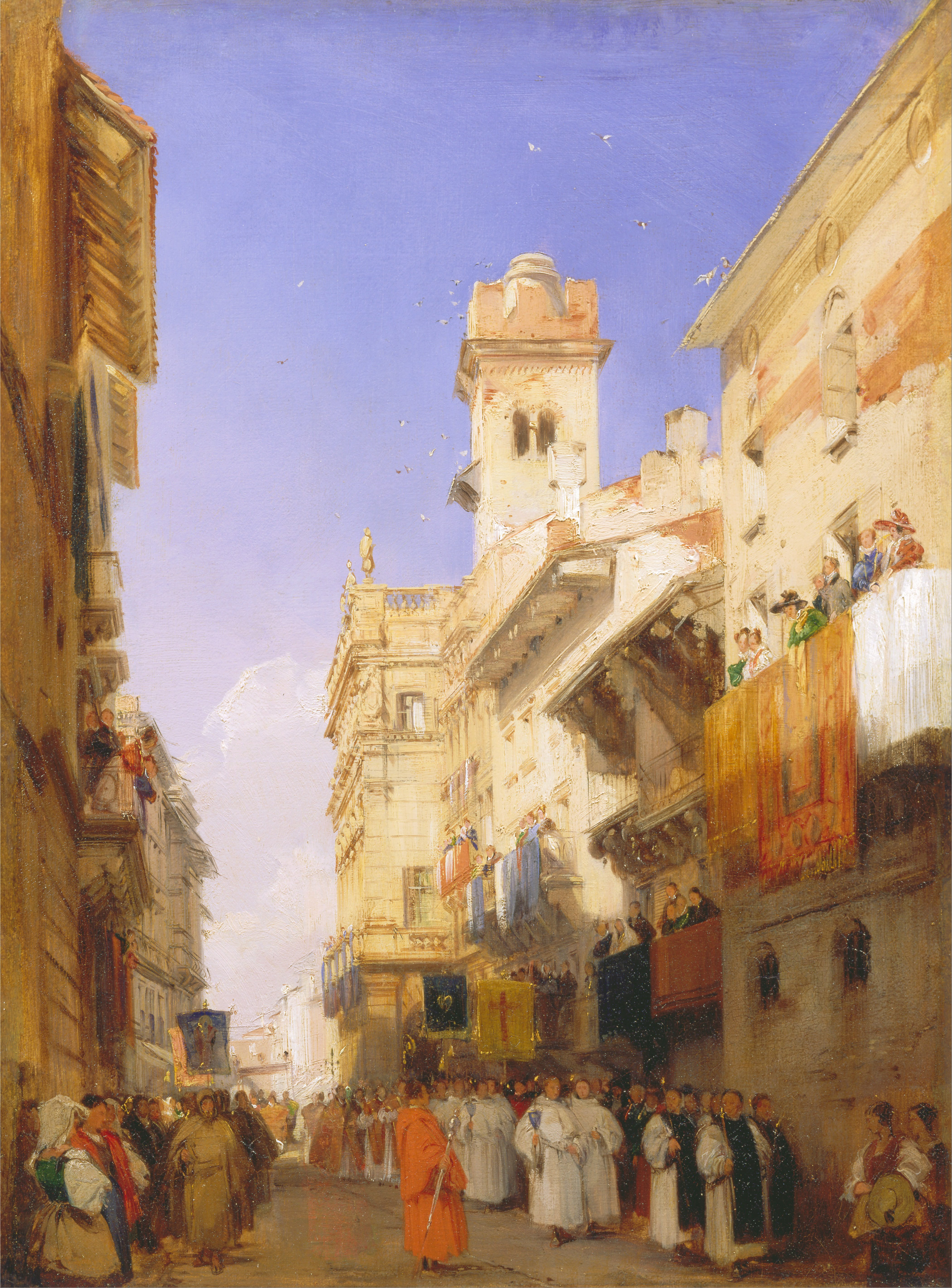
Korzó Veronában (1828)